# Martinska Ves (Vrbovec)
Martinska Ves is een plaats in de gemeente Vrbovec in de Kroatische provincie Zagreb. De plaats telt 545 inwoners (2001).